# Shuichi Shigeno
Shūichi Shigeno (しげの 秀一? oppure 重野 秀一?, Shigeno Shūichi; Matsunoyama, 8 marzo 1958) è un fumettista giapponese famoso per l'anime e il manga Initial D.
Shigeno ha anche creato Bari Bari Densetsu, Dopkan, e Tunnel Nuketara Sky Blue (First Love in Summer) tutti precedenti al manga che lo ha reso famoso nel 1995. 
Nel 1985, ha ricevuto il Kodansha Manga Award per shōnen per Bari Bari Densetsu.
Possiede una Toyota Sprinter Trueno AE86 "panda" bianca e nera, come Takumi Fujiwara, il protagonista del suo manga. Possiede anche una Subaru impreza WRX STi versione 5 "blue steel mica" del 1999, come Bunta Fujiwara, il padre di Takumi. 
L'anime Initial D è stato doppiato per il mercato USA e il manga è stato tradotto in inglese.